# 16044 Kurtbachmann
16044 Kurtbachmann (1999 GW24) là một tiểu hành tinh vành đai chính được phát hiện ngày 6 tháng 4 năm 1999 bởi nhóm nghiên cứu tiểu hành tinh gần Trái Đất phòng thí nghiệm Lincoln ở Socorro.